# ノイエンズントの戦い
ノイエンズントの戦い（ノイエンズントのたたかい、英語: Battle of Neuensund）は七年戦争中の1761年9月18日にノイエンズントで戦われたスウェーデン軍とプロイセン軍の間の小規模な戦闘。ヤーコプ・マグヌス・スプレングポルテン率いるスウェーデン軍がヴィルヘルム・ゼバスティアン・フォン・ベリンク率いるプロイセン軍を敗走させた。

## 背景

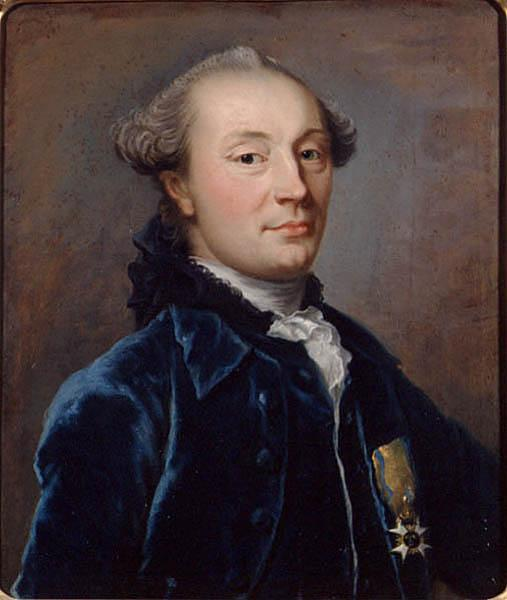
ヤーコプ・マグヌス・スプレングポルテン

1761年9月中旬、ロシアの攻撃を受け、オットー・ルートヴィヒ・フォン・シュトゥッターハイム率いる少勢のプロイセン軍は西ポンメルンを離れてシュテッティンに移動するとの命令を受け、15日に行軍を開始した。これにより西ポンメルンの守備軍はヴィルヘルム・ゼバスティアン・フォン・ベリンクしか残されていなかった。一方のスウェーデンはヴォリン島とポンメルンに騎兵3,098人と軍馬2,988頭を含む13,791人を駐留させており、シュトゥッターハイムが離れたことはアウグスティン・エーレンスヴェルドに攻撃の好機を与えてしまった。スウェーデン軍はリューベッカーとスプレングポルテン率いる2個縦隊が翼包囲の動きでべリンク軍に迫っていた。
9月17日、ベリンクはコサブロマの戦いでリューベッカー縦隊を止めようとしたが、あと一歩のところで撤退を余儀なくされ、リューベッカーの足止めにゴルツの軍をコサブロマに残した。翌日、ベリンクはローテミュールへ撤退し、シュテッティンからの擲弾兵部隊と合流しようとした。同日、スプレングポルテン軍の前衛はフェルディナンツホーフを守備していたクノーベルズドルフの分遣隊（歩兵200、ユサール50）を攻撃、クノーベルズドルフは小競り合いで時間を稼ぎながらローテミュールへと撤退し、途中でスウェーデン軍を遅滞させたシュテッティンからの援軍の2個中隊と合流した。スプレングポルテンは1個大隊をロテミュールに派遣する一方、自らはトルゲローへ進んだ。

## 戦闘

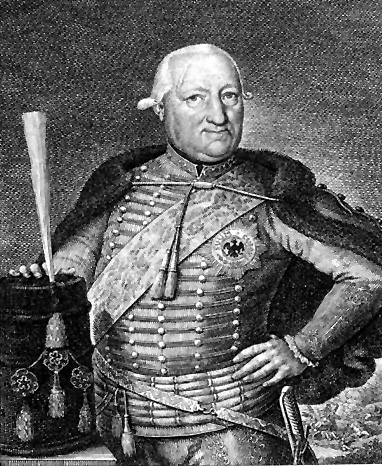
ヴィルヘルム・ゼバスティアン・フォン・ベリンク

9月18日、ベリンクはロテミュールから西約6キロメートルのノイエンズントに着いた。スプレングポルテンが派遣した大隊の逆側にあるロテミュールを占領して布陣した。スウェーデン軍が数で上回ったため、ベリンク軍の前衛は砲撃にとどまり突撃しなかった。
ベリンクはパーゼヴァルクからの2個擲弾兵大隊の到着を待っていたが、突如後ろに戦闘の騒音が聞こえた。リューベッカー軍がゴルツの分遣隊（2個中隊、2個戦隊）に仕掛けていたのだった。リューベッカーはベリンクの全軍と戦っていると勘違いしてマスケット銃射撃による攻撃に留まり、スプレングポルテンの到着を待った。
11時、プロイセンの擲弾兵大隊がようやく到着、ベリンクはすぐさま擲弾兵に森を抜けてスウェーデン軍の脇腹を突くよう命令した。スプレングポルテン軍もほぼ同時にフェルディナンスホフへの道から現れ、ベリンクに反撃した。両軍が接触すると激しい戦闘が始まった。擲弾兵部隊のうちの1個大隊は突撃してスプレングポルテン軍の一部を破ったが、その突撃が速すぎて後続部隊が追い付けず、擲弾兵大隊は孤立した。そこへスウェーデン軍が猛攻を仕掛け、兵士を3分の2も失った擲弾兵大隊はやむなく撤退し、ここで後続部隊がようやく追いついて撤退を援護した。
スウェーデン軍に挟み撃ちされることを恐れたベリンクはタシェンベルクとゲーレンへの撤退を選び、擲弾兵をパーゼヴァルクへ送り返した。彼はまず西、次に日没のときにシュトラースブルクで南へ移動した。リューベッカーとスプレングポルテンはシェーンハウゼンで曲がり、ヴォルデックやシュトラースブルクへ戻った。

## 結果
プロイセン軍は510人を失い、うち士官4人と兵士200人が戦死、士官6人と兵士300人が捕虜にされた。スウェーデン軍は士官1人と兵士37人が戦死、士官5人と兵士76人が負傷、9人が行方不明、26人が捕虜にされた。